# Hoornsterzwaag
Hoornsterzwaag (Fries: Hoarnstersweach, [ṷa:ⁿstr’svɪ.əx], Stellingwerfs: Hoornsterzwaog) is een dorp in de gemeente Heerenveen, in de Nederlandse provincie Friesland. Het ligt ten zuiden van Drachten en ten westen van het dorp Donkerbroek aan de Schoterlandseweg.
In 2023 telde het dorp 820 inwoners. Onder het dorp valt ook stukje van de buurtschap Welgelegen. Hoornsterzwaag werkt op vele terreinen samen met het nabijgelegen dorp Jubbega. Zo kennen de dorpen een vereniging Plaatselijk Belang Jubbega - Hoornsterzwaag, die is opgericht in 1900. Ze worden samen ook wel een tweelingdorp genoemd.

## Dorpshuis
Aan de Aise Bruggenswei staat het dorpshuis van Hoornsterzwaag; "It Pipegaeltsje". Hier worden regelmatig activiteiten georganiseerd. Eerder was de kleuterschool gevestigd in dit gebouw.
In Hoornsterzwaag wordt eens in de twee jaar een dorpsfeest georganiseerd, dat plaatsvindt in de maand juni.

## Kerk

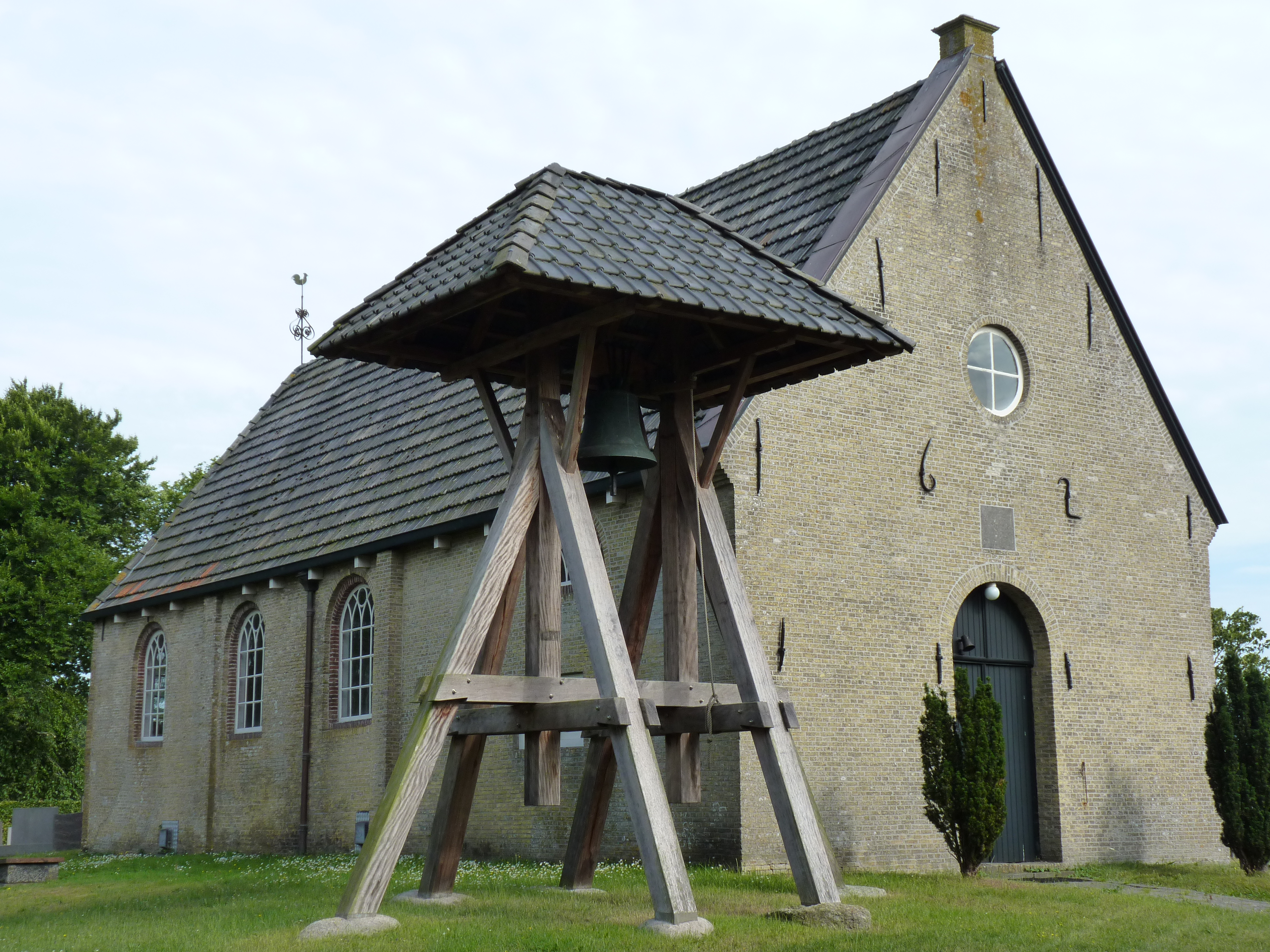
De kerk met klokkenstoel in 2010